# Dammfleth
Dammfleth er en by og en kommune i det nordlige Tyskland, beliggende i Amt Wilstermarsch i den sydvestlige del af Kreis Steinburg. Kreis Steinburg ligger i den sydvestlige del af delstaten Slesvig-Holsten.

## Geografi
Dammfleth ligger ved Bundesstraße 5, syd for Wilster og nord for Brokdorf. Vandløbet Kampritt Wettern løber gennem kommunen.